# Stephen Warnock
Pour les articles homonymes, voir Warnock.
Stephen Warnock, né le 12 décembre 1981 à Ormskirk (Lancashire, Angleterre) est un footballeur international anglais. Il joue de la fin des années 1990 à celles des années 2010 au poste de défenseur latéral gauche.

## Biographie

### Formation et débuts à Liverpool
Il est un des produits du fructueux centre de formation du Liverpool FC.
Il connaît deux prêts lors de sa carrière à Liverpool, le premier à Bradford City en 2002 et le second à Coventry City lors de la saison 2003-2004.
Il joue pour la première fois pour l'équipe première de Liverpool lors du match aller du troisième tour de qualification de la Ligue des champions 2004-2005 contre le club autrichien de Grazer AK. Mi-mars 2005, Warnock subie une entorse de la cheville lors du derby contre l'Everton FC (2-1 pour Liverpool) qui l'oblige à déclarer forfait pour le quart de finale aller de C1 contre la Juventus.
Il marque son premier et seul but pour Liverpool FC contre Fulham le 15 mars 2006 (victoire de Liverpool 5-1).

### Carrière en Premier League
Il s'engage, le 22 janvier 2007, pour le club des Blackburn Rovers. Le montant du transfert était de 1,5 million de livres sterling. Il dispute son premier match avec son nouveau club le 31 janvier de cette même année, pour une victoire 4-0 contre Luton Town au 4e tour de la FA Cup. Il inscrit son premier but pour Blackburn le 25 février 2007 contre Portsmouth.
Stephen Warnock est convoqué pour la première fois en équipe d'Angleterre en 2005 et il honore sa première sélection le 1er juin 2008 lors du match amical contre Trinité-et-Tobago, en remplacement de Wayne Bridge. Il est retenu pour la Coupe du monde 2010, comme doublure d'Ashley Cole. Warnock est sélectionné avec l'équipe nationale à deux reprises, entre 2008 et 2010.
Le 28 août 2009, il s'engage pour quatre ans avec le club anglais d'Aston Villa, où il est un titulaire indiscutable. En février 2011, Stephen Warnock compte 19 apparition depuis le début de saison, mais est envoyé s’entraîner en équipe réserve avec son coéquipier Habib Beye par l'entraîneur Gérard Houllier. Ce dernier se justifie uniquement de « Ils doivent montrer qu'on peut leur faire confiance et qu'ils aiment le club » au Birmingham Mail. Titulaire à 34 reprises en 2011-2012, Stephen Warnock ne connaît pas la même réussite la saison suivante et est prêté à Bolton, descendu en Championship (D2 anglaise), pour une durée de trois mois de septembre à décembre 2012.

### Fin de carrière en Championship
Il s'engage lors du mercato d'hiver 2013 avec Leeds United.
En janvier 2015, à 33 ans, Warnock quitte Leeds mal classé en Championship et s'engage un an et demi avec une année supplémentaire en option en faveur de Derby County, alors deuxième du même championnat.
À l'été 2016, à l’issue de contrat avec Derby County, le défenseur de 34 ans s'engage avec Wigan, promu en D2 anglaise.

## Statistiques
Ce tableau ne mentionne pas la Supercoupe de l'UEFA 2005, ni le Championnat du monde des clubs de la FIFA 2005.
| Saison                | Club                    | Championnat           | Championnat | Championnat | Championnat | Coupe nationale | Coupe nationale | Coupe nationale | Coupe de la Ligue | Coupe de la Ligue | Coupe de la Ligue | Compétition(s) continentale(s) | Compétition(s) continentale(s) | Compétition(s) continentale(s) | Compétition(s) continentale(s) | Angleterre | Angleterre | Angleterre | Total | Total | Total |
| Saison                | Club                    | Division              | M.          | B.          | P.d.        | M.              | B.              | P.d.            | M.                | B.                | P.d.              | Comp.                          | M.                             | B.                             | P.d.                           | M.         | B.         | P.d.       | M.    | B.    | P.d.  |
| 2002-2003             | Bradford City (prêt)    | 2. First Division     | 12          | 1           | 0           | -               | -               | -               | -                 | -                 | -                 | -                              | -                              | -                              | -                              | -          | -          | -          | 12    | 1     | 0     |
| 2003-2004             | Coventry City (prêt)    | 2. First Division     | 44          | 3           | 6           | -               | -               | -               | -                 | -                 | -                 | -                              | -                              | -                              | -                              | -          | -          | -          | 44    | 3     | 6     |
| 2004-2005             | Liverpool FC            | Premier League        | 19          | -           | 1           | -               | -               | -               | -                 | -                 | -                 | C1                             | 4                              | -                              | -                              | -          | -          | -          | 23    | 0     | 1     |
| 2005-2006             | Liverpool FC            | Premier League        | 20          | 1           | 0           | -               | -               | -               | -                 | -                 | -                 | C1                             | 2                              | -                              | -                              | -          | -          | -          | 22    | 1     | 0     |
| Sous-total            | Sous-total              | Sous-total            | 39          | 1           | 1           | 0               | 0               | 0               | 0                 | 0                 | 0                 | -                              | 6                              | 0                              | 0                              | 0          | 0          | 0          | 45    | 1     | 1     |
| 2006-2007             | Blackburn Rovers        | Premier League        | 14          | 1           | 2           | -               | -               | -               | -                 | -                 | -                 | C3                             | 2                              | -                              | -                              | -          | -          | -          | 16    | 1     | 2     |
| 2007-2008             | Blackburn Rovers        | Premier League        | 37          | 1           | 3           | -               | -               | -               | -                 | -                 | -                 | C3                             | 2                              | 1                              | -                              | 1          | -          | -          | 40    | 2     | 3     |
| 2008-2009             | Blackburn Rovers        | Premier League        | 37          | 3           | 3           | -               | -               | -               | -                 | -                 | -                 | -                              | -                              | -                              | -                              | -          | -          | -          | 37    | 3     | 3     |
| 2009-0000             | Blackburn Rovers        | Premier League        | 1           | -           | 0           | -               | -               | -               | -                 | -                 | -                 | -                              | -                              | -                              | -                              | -          | -          | -          | 1     | 0     | 0     |
| Sous-total            | Sous-total              | Sous-total            | 89          | 5           | 8           | 0               | 0               | 0               | 0                 | 0                 | 0                 | -                              | 4                              | 1                              | 0                              | 1          | 0          | 0          | 94    | 6     | 8     |
| 2009-2010             | Aston Villa FC          | Premier League        | 30          | -           | 2           | -               | -               | -               | -                 | -                 | -                 | -                              | -                              | -                              | -                              | -          | -          | -          | 30    | 0     | 2     |
| 2010-2011             | Aston Villa FC          | Premier League        | 19          | -           | 2           | -               | -               | -               | -                 | -                 | -                 | -                              | -                              | -                              | -                              | 1          | -          | -          | 20    | 0     | 2     |
| 2011-2012             | Aston Villa FC          | Premier League        | 35          | 2           | 2           | -               | -               | -               | -                 | -                 | -                 | -                              | -                              | -                              | -                              | -          | -          | -          | 35    | 2     | 2     |
| Sous-total            | Sous-total              | Sous-total            | 84          | 2           | 6           | 0               | 0               | 0               | 0                 | 0                 | 0                 | -                              | 0                              | 0                              | 0                              | 1          | 0          | 0          | 85    | 2     | 6     |
| 2012-0000             | Bolton Wanderers (prêt) | Championship          | 15          | -           | 1           | -               | -               | -               | -                 | -                 | -                 | -                              | -                              | -                              | -                              | -          | -          | -          | 15    | 0     | 1     |
| 2012-2013             | Leeds United            | Championship          | 16          | 1           | 0           | -               | -               | -               | -                 | -                 | -                 | -                              | -                              | -                              | -                              | -          | -          | -          | 16    | 1     | 0     |
| 2013-2014             | Leeds United            | Championship          | 27          | 1           | 1           | -               | -               | -               | -                 | -                 | -                 | -                              | -                              | -                              | -                              | -          | -          | -          | 27    | 1     | 1     |
| 2014-2015             | Leeds United            | Championship          | 21          | 1           | 3           | -               | -               | -               | 1                 | -                 | -                 | -                              | -                              | -                              | -                              | -          | -          | -          | 22    | 1     | 3     |
| Sous-total            | Sous-total              | Sous-total            | 64          | 3           | 4           | 0               | 0               | 0               | 1                 | 0                 | 0                 | -                              | 0                              | 0                              | 0                              | 0          | 0          | 0          | 65    | 3     | 4     |
| 0000-2015             | Derby County            | Championship          | 7           | -           | 1           | 1               | -               | -               | -                 | -                 | -                 | -                              | -                              | -                              | -                              | -          | -          | -          | 8     | 0     | 1     |
| 2015-2016             | Derby County            | Championship          | 20          | -           | 2           | 2               | -               | -               | -                 | -                 | -                 | -                              | -                              | -                              | -                              | -          | -          | -          | 22    | 0     | 2     |
| Sous-total            | Sous-total              | Sous-total            | 27          | 0           | 3           | 3               | 0               | 0               | 0                 | 0                 | 0                 | -                              | 0                              | 0                              | 0                              | 0          | 0          | 0          | 30    | 0     | 3     |
| 0000-2016             | Wigan Athletic (prêt)   | 3. League One         | 11          | 0           | 1           | -               | -               | -               | -                 | -                 | -                 | -                              | -                              | -                              | -                              | -          | -          | -          | 11    | 0     | 1     |
| 2016-2017             | Wigan Athletic          | Championship          | 45          | 0           | 1           | 2               | -               | 1               | 1                 | -                 | -                 | -                              | -                              | -                              | -                              | -          | -          | -          | 48    | 0     | 2     |
| Sous-total            | Sous-total              | Sous-total            | 56          | 2           | 0           | 2               | 0               | 1               | 1                 | 0                 | 0                 | -                              | 0                              | 0                              | 0                              | 0          | 0          | 0          | 59    | 2     | 1     |
| 2017-2018             | Burton Albion           | Championship          | 14          | 1           | 0           | -               | -               | -               | 1                 | -                 | -                 | -                              | -                              | -                              | -                              | -          | -          | -          | 15    | 1     | 0     |
| 0000-2018             | Bradford City (prêt)    | 3. League One         | 13          | 0           | 2           | -               | -               | -               | -                 | -                 | -                 | -                              | -                              | -                              | -                              | -          | -          | -          | 13    | 0     | 2     |
| Total sur la carrière | Total sur la carrière   | Total sur la carrière | 457         | 16          | 33          | 5               | 0               | 1               | 3                 | 0                 | 0                 | -                              | 10                             | 1                              | 0                              | 2          | 0          | 0          | 477   | 17    | 34    |

## Palmarès
- Liverpool
  - Vainqueur de la Ligue des champions : 2005
  - Vainqueur de la Supercoupe de l'UEFA : 2005 (non entré en jeu)
  - Finaliste de la Coupe du monde des clubs : 2005
- Aston Villa
  - Finaliste de la Coupe de la Ligue d'Angleterre : 2010